# Генерал-губернатор Фінляндії
Генерал-губернатор Фінляндії (фін. Suomen kenraalikuvernööri; швед. generalguvernör över Finland; рос. генерал-губернатор Финляндии) — титул вищої посадової особи Фінляндії спочатку у складі Шведського королівства, а з 1809 року Великого князівства Фінляндського в складі Російської імперії, до здобуття нею незалежності у 1917 році. Генерал-губернатор Фінляндії призначався главою держави і мав як цивільні, так і військові владні півноваження.

## Список шведських генерал-губернаторів Фінляндії
| Ім'я                              | Портрет | Час на посаді       |
| --------------------------------- | ------- | ------------------- |
| Клас Ерікссон Флемінг             |         | 1594—1597           |
| Нільс Більке                      |         | 1623—1631           |
| Габріель Оксеншерна               |         | 1631—1633           |
| Пер Браге Молодший                |         | 1637—1641 1648—1654 |
| Ерик Юлленшерна                   |         | 1657                |
| Густав Евертссон Горн             |         | 1657—1658           |
| Карл Мауріц Левенгаупт            |         | 1664                |
| Херман Флемінг                    |         | 1664—1669           |
| Карл Нірот                        |         | 1710—1712           |
| Густав Отто Дуглас                |         | 1717—1721           |
| Йоганн Бальтазар фон Кампенгаузен |         | 1742—1743           |
| Густав Фрідрих фон Розен          |         | 1747—1751           |

 — призначалися з Росії (під час російської окупації)

## Список російських генерал-губернаторів Фінляндії
| #  | Ім'я (роки життя)                          | Портрет            | Прийняв посаду       | Покинув посаду               | Примітки |
| -- | ------------------------------------------ | ------------------ | -------------------- | ---------------------------- | -------- |
| 1  | Граф Георг Магнус Спренгпортен (1740—1819) |                    | 1 грудня 1808        | 17 червня 1809               |          |
| 2  | Князь Михайло Барклай де Толлі (1761—1818) |                    | 17 червня 1809       | 1 лютого 1810                |          |
| 3  | Граф Фаддей Штейнгель (1762—1831)          |                    | 7 лютого 1810        | 30 серпня 1823               |          |
| 4  | Граф Ґустав Армфельт (1757—1814)           |                    | 1812                 | 1813                         | в.о.     |
| 5  | Граф Арсеній Закревський (1783—1865)       |                    | 30 серпня 1823       | 19 листопада 1831            |          |
| 6  | Князь Олександр Меншиков (1787—1869)       |                    | 13 грудня 1831       | 7 грудня 1854                |          |
| 7  | Граф Федір фон Берг (1794—1874)            |                    | 7 грудня 1854        | 8 листопада 1861             |          |
| 8  | Барон Платон Рокасовський (1800—1869)      |                    | 8 листопада 1861     | 4 травня 1866                |          |
| 9  | Граф Микола Адлерберг (1819—1892)          |                    | 1866                 | 1881                         |          |
| 10 | Граф Федір Гейден (1821—1900)              |                    | 1881                 | 1897                         |          |
| 11 | Генерал Степан Гончаров (1831—1912)        |                    | січень 1897          | серпень 1898                 | в.о.     |
| 12 | Генерал Микола Бобриков (1839—1904)        |                    | 17 августа 1898      | 4 июня 1904                  |          |
| 13 | Князь Іван Оболенський (1853—1910)         |                    | 1904                 | 1905                         |          |
| 14 | Микола М. Герард (1838—1929)               |                    | 6 грудня 1905        | 2 лютого 1908                |          |
| 15 | Генерал Володимир О. Бекман (1848—1923)    | Файл:Bekman VA.jpg | 2 лютого 1908        | 11 листопада 1909            |          |
| 16 | Генерал Франц-Альберт Зейн (1862—1918)     |                    | 11 листопада 1909    | 2 [15] березня 1917          |          |
| 17 | Адам Й. Липський (1860—?)                  |                    | 3 [16] березня 1917  | 18 [31] березня 1917         | в.о.     |
| 18 | Михайло А. Стахович (1861—1923)            |                    | 18 [31] березня 1917 | 4 [17] вересня 1917          |          |
| 19 | Микола В. Некрасов (1879—1940)             |                    | 5 [18] вересня 1917  | 25 жовтня [7 листопада] 1917 |          |